# سمه علي ذريح الأول
سمه علي ذريح الأول بن يدع إيل: ثاني مكاربة سبأ، وهو خليفة "يثع أمر وتر"، حكم في الفترة فيما بين (نحو 710 ق م - 700 ق م).وقد وصل إلينا نقش واحد رسمي لهذا الحاكم - غير منشور - يحمل فيه صراحة لقب "مكرب"، ويشير إلى شرائه أحد الأراضي.
قام "سمه علي ذريح بن يدع إيل" (مع ابنه يثع أمر بين) باتخاذ عدد من التدابير لتأمين سبأ. كان شراء الأراضي أحد الإجراءات المميزة لسياسة المكرب السابق يثع أمر وتر التوسعية في ذلك الوقت، والذي اشترى أراضي لا حصر لها. وهكذا، استحوذ السبئيين على أماكن ذات أهمية استراتيجية خارج معقل سبأ، مثل كتال (حالياً: خربة سعود)، وكاهل (حالياً: جدفر ابن منيخر) في وادي رغوان، وهي القواعد اللوجستية لسبأ على الطريق من مأرب إلى الجوف، وأحاطت تلك المدن بأسوار ضخمة من قبل سمه علي ويثع أمر بين، وتم تسييجها لحماية مأرب وتأمينها من أية محاولات للهجوم عليها من الشمال.
يشير أحد النقوش المهمة من عهد المكرب سمه علي وابنه يثع أمر إلى أعمال منشأت في هجرة "منهية يثع أمر" ، و"منهية" هي المدينة التي انتزعها السبئيون من كمنا في عهد المكرب السابق يثع أمر وتر بن يكرب ملك، لذلك كان يطلق عليها اسمه في تلك الفترة المبكرة.